# Hadaka Matsuri

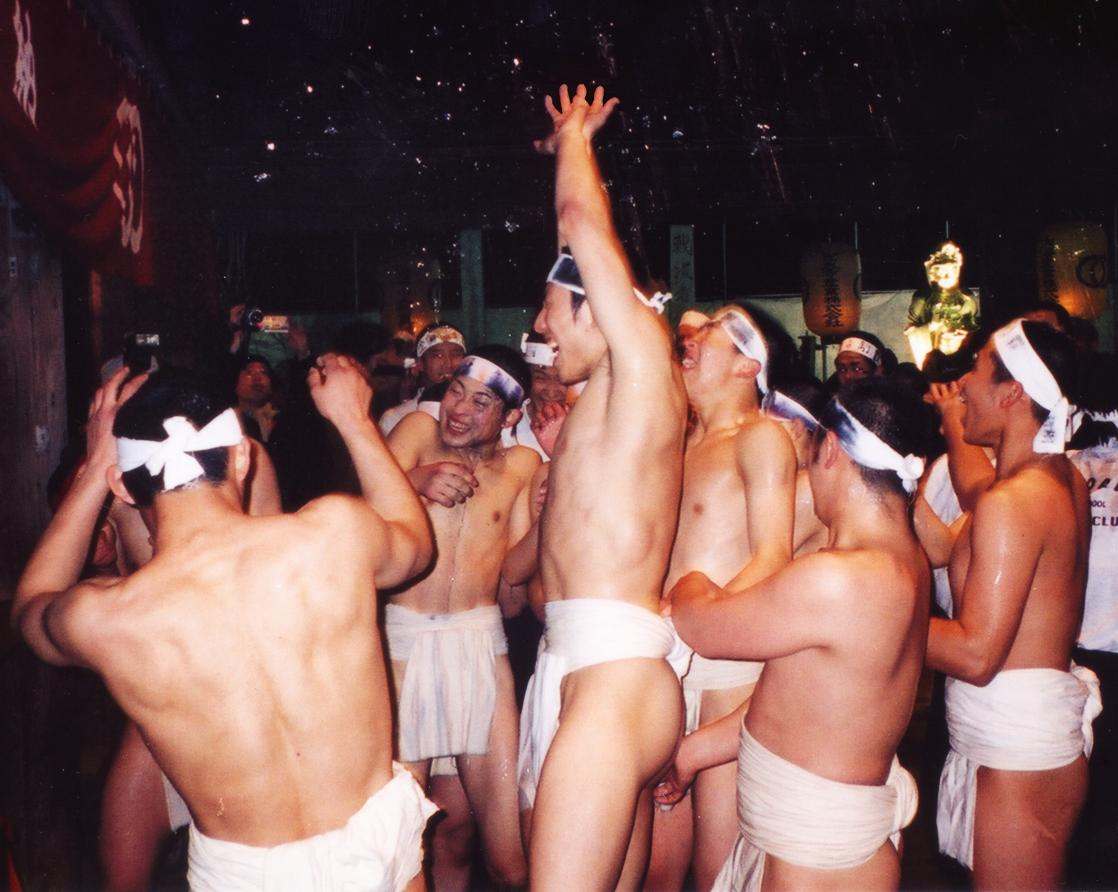
I partecipanti ricevono la purificazione dell'acqua durante l'Hadaka Matsuri al santuario Saidai-ji, Okayama.

L'Hadaka Matsuri (裸祭り?, lett. festa dell'uomo nudo) è una tipologia di festività giapponese locale (matsuri), nella quale i partecipanti indossano tutti una quantità minima di vestiti; solitamente solo il tradizionale perizoma giapponese, chiamato fundoshi, accompagnato raramente anche da un kimono. Può capitare che i partecipanti non indossino proprio nulla durante la celebrazione della festa.

## Descrizione
Ogni anno si svolgono decine di feste di questo genere dove la nudità non rappresenta volgarità, bensì sacra tradizione. L'Hadaka Matsuri più famosa di tutto il Giappone si svolge nella città di Okayama, sede di origine del rito.
La tradizione shintoista risale al Periodo Nara e prevede la selezione casuale di un individuo, chiamato Uomo Nudo o Uomo dello Spirito (shin-otoko), che completamente denudato ha il ruolo di assorbire tutta la sfortuna dei pochi che riescono a toccarlo. Durante la notte i giovani partecipanti, dopo aver vissuto alcuni giorni in isolamento, in veglia e in preghiera, si radunano nel tempio e presentano offerte, leggendo dei norito.
Dopodiché ha inizio la gara, in cui cercano di afferrare un ramo che pende dal soffitto e cui sono stati appesi dei mochi (dolci tipici); ovviamente la gara mette tutti in competizione, ma nessun partecipante riuscirebbe a raggiungere il ramo senza l'aiuto degli altri partecipanti. Quando i mochi sono stati afferrati, vengono prima offerti alla divinità e poi spartiti fra gli iniziati. La straordinaria foga che caratterizza la manifestazione porta il prescelto ad una ragguardevole serie di abrasioni, ecchimosi, ematomi ed altri infortuni più o meno gravi. Dopo la gara, tutti indossano lo hakama (abito cerimoniale degli adulti) e consumano il banchetto rituale.
Per i partecipanti più assidui possono essere necessari anche molti anni prima di riuscire ad avere un contatto con lo shin-otoko Ogni anno, circa 9000 persone prendono parte attivamente alla celebrazione e fino a trecentomila vi assistono.